# أولاد مومن (لحوازة)
أولاد مومن هي إحدى مشيخات المملكة المغربية، تتبع جغرافيا لإقليم سطات وإداريًا للحوازة. يقدر عدد سكانها بـ 7546 نسمة حسب الإحصاء الرسمي للسكان والسكنى لسنة 2004.